# Yu Guan-lin
Yu Guan-lin (né le 29 novembre 1993) est un archer taïwanais. Il possède une médaille de bronze aux championnats du monde de tir à l'arc.

## Biographie
Yu Guan-lin ses premières compétitions internationales en 2014. Son premier podium mondial est en 2015, alors qu'il remporte le bronze dans l'épreuve par équipe des championnats du monde 2015.

## Palmarès
- Jeux olympiques[1]
  - 33e à l'individuel homme aux Jeux olympiques d'été de 2016 à Rio de Janeiro.
  - 9e à l'épreuve par équipe homme aux Jeux olympiques d'été de 2016 à Rio de Janeiro (avec Kao Hao-wen et Wei Chun-heng).

- Championnats du monde
  -  Médaille de bronze à l'épreuve par équipe homme aux championnats du monde 2015 à Copenhague (avec Kuo Cheng-wei et Wang Hou-chieh).

- Championnats du monde universitaire FISU
  -  Médaille d'or à l'épreuve par équipe homme aux championnats du monde universitaires FISU de 2014 à Legnica.

- Universiade
  -  Médaille d'argent à l'épreuve par équipe homme aux Universiade d'été de 2015 à Gwangju.